# إيفانا ترمب
إيفانا ماري ترمب (20 فبراير 1948 - 14 يوليو 2022)؛ سيدة أعمال تشيكية-أمريكية ومؤلفة وناشطة اجتماعية وعارضة أزياء سابقة، واشتهرت بأنها الزوجة السابقة لرجل الأعمال والرئيس الأمريكي دونالد ترمب.

## عن حياتها
ولدت إيفانا في بلدة مورافيا بمدينة زلين، تشيكوسلوفاكيا، والدها يدعى ميلوش ووالدتها تدعى ماري. شجعها والدها في سن مبكرة جدا في رياضة التزلج نظرا لموهبتها الفريدة. في أوائل سنة 1970 دخلت جامعة كارلوفا في براغ.

## وفاتها
في 14 يوليو 2022، توفيت إيفانا ترمب في منزلها في نيويورك عن عمر ناهز 73 عامًا، بعد أن عثر عليها فاقدة للوعي ولا تبدي أي استجابة. وسبب الوفاة نجمت عن "جروح سببتها ضربة قوية" عرضية على جذعها.
أعلن عن وفاتها من قبل زوجها السابق، دونالد ترمب على تطبيق تروث سوشل، حيث نشر: «ببالغ الحزن، أنعي لكل من أحبها، وهم كثر، أن إيفانا ترمب قد توفيت في منزلها في مدينة نيويورك. لقد كانت امرأة رائعة وجميلة ومدهشة، ذات شخصية عظيمة وملهمة للحياة. كان أطفالها الثلاثة فخرها وسعادتها، دونالد الابن، وإيفانكا، وإريك، كانت فخورة للغاية بهم، لأننا كنا جميعًا فخورين بها. ارقدي بسلام، إيفانا!»

## روابط خارجية
- إيفانا ترمب على موقع IMDb (الإنجليزية)
- إيفانا ترمب على موقع ميوزك برينز (الإنجليزية)
- إيفانا ترمب على موقع إن إن دي بي (الإنجليزية)
- إيفانا ترمب على موقع ديسكوغز (الإنجليزية)
- إيفانا ترمب على موقع قاعدة بيانات الفيلم (الإنجليزية)
- إيفانا ترمب على موقع كينوبويسك (الروسية)